# Marija Kaznačenko
Marija Kaznačenko (* 1. Dezember 1993 in Visaginas) ist eine ehemalige litauische Biathletin und Skilangläuferin.
Marija Kaznačenko lebt in Visaginas. Sie gab ihr internationales Debüt im Rahmen der Sommerbiathlon-Weltmeisterschaften 2009 in Oberhof, wo sie bei den Crosslauf-Juniorenrennen 34. im Sprint und 33. der Verfolgung wurde und im Rollski-Sprint das Rennen nicht beendete.
Es folgte die erste Teilnahme an den Juniorenweltmeisterschaften 2010 in Torsby, bei denen die Litauerin 60. des Einzels, 35. des Sprints, 48. de Verfolgung und 14. des Staffelrennens wurde. Danach kam sie bei den Juniorenrennen der Europameisterschaften 2010 zum Einsatz und wurde in Otepää 40. des Einzels und 46. des Sprints. Im weiteren Jahresverlauf startete Kaznačenko bei den Juniorenrennen der Sommerbiathlon-Weltmeisterschaften 2010 in Duszniki-Zdrój und wurde 34. des Sprints, 35. der Verfolgung sowie mit Aliona Sabaliauskienė, Karol Dombrovski und Tomas Kaukėnas Mixed-Staffel-Sechste.
Auch 2011 nahm sie an diesen drei Meisterschaften teil. Bei den Juniorenweltmeisterschaften 2011 in Nové Město na Moravě belegte sie die Plätze 29 im Einzel, 33 im Sprint und 20 im Verfolgungsrennen, bei den Europameisterschaften in Ridnaun kam sie auf den 50. Rang im Sprint und wurde im Verfolgungsrennen überrundet. Auch die Sommerbiathlon-Weltmeisterschaften 2011 fanden in Nové Město statt, Kaznačenko wurde 38. des Einzels, im Verfolgungsrennen überrundet und Achte mit der Mixed-Staffel.
2012 lief sie zunächst bei den Europameisterschaften in Osrblie und kam auf die Ränge 42 im Einzel und 25 im Sprint. Im Verfolger wurde die Litauerin wie schon mehrfach zuvor überrundet und wurde aus dem Rennen genommen. Es folgten die Juniorenweltmeisterschaften 2012 in Kontiolahti, wo Kaznačenko 67. des Einzels, 42. des Sprints, 55. der Verfolgung und 16. im Staffelrennen wurde. 
2009 bestritt Kaznačenko ihre ersten Rennen im IBU-Cup der Frauen und wurde in einem Sprint in Ridnaun 78. Ihre ersten Punkte gewann sie 2011 als 38. eines Sprints in Osrblie erste Punkte in der Rennserie. Erste internationale Meisterschaft bei den Frauen wurden die Weltmeisterschaften 2012 in Ruhpolding. Dort wurde die Litauerin mit Diana Rasimovičiūtė, Natalija Kočergina und Aliona Sabaliauskienė als Schlussläuferin in der überrundeten Staffel 23. sowie 111. im Sprint und 113. im Einzel.
Seit 2015 nimmt sie als Skilangläuferin bei Wettbewerben der FIS teil. Dabei startete sie Dezember 2015 im Slavic-Cup in Štrbské Pleso erstmals im Continental-Cup. Dort errang sie den siebten Platz im Sprint und den fünften Platz über 5 km klassisch. Bei den U23-Weltmeisterschaften 2016 in Râșnov belegte sie den 51. Platz über 10 km klassisch, den 48. Rang im Sprint und den 41. Platz über 10 km Freistil.
Im Sommer 2016 kam sie beim Rollerski-Weltcup auf den zehnten Platz bei der Minitour in Madona. Ihre besten Platzierungen bei der Winter-Universiade 2017 in Almaty waren der 29. Platz im 15-km-Massenstartrennen und der  13. Rang zusammen mit Lukas Jakeliunas im Mixed-Teamsprint.
Ihr Debüt im Skilanglauf-Weltcup hatte sie im Februar 2017 in Otepää, das sie auf dem 62. Platz im Sprint beendete. Beim folgenden FIS-Rennen und zugleich Qualifikationsrennen für das Rennen über 10 km klassisch bei den Nordischen Skiweltmeisterschaften 2017 in Lahti schied sie mit Platz 17 über 5 km klassisch aus. Im folgenden Jahr lief sie bei den Olympischen Winterspielen in Pyeongchang auf den 73. Platz über 10 km Freistil und wurde in Ignalina litauische Meisterin über 5 km klassisch.

## Weltcupstatistik
Die Tabelle zeigt alle Platzierungen (je nach Austragungsjahr einschließlich Olympische Spiele und Weltmeisterschaften).
- 1.–3. Platz: Anzahl der Podiumsplatzierungen
- Top 10: Anzahl der Platzierungen unter den ersten zehn (einschließlich Podium)
- Punkteränge: Anzahl der Platzierungen innerhalb der Punkteränge (einschließlich Podium und Top 10)
- Starts: Anzahl gelaufener Rennen in der jeweiligen Disziplin
- Staffel: inklusive Mixed- und Single-Mixed-Staffeln

| Platzierung         | Einzel | Sprint | Verfolgung | Massenstart | Staffel | Gesamt |
| ------------------- | ------ | ------ | ---------- | ----------- | ------- | ------ |
| 1. Platz            |        |        |            |             |         |        |
| 2. Platz            |        |        |            |             |         |        |
| 3. Platz            |        |        |            |             |         |        |
| Top 10              |        |        |            |             |         |        |
| Punkteränge         |        |        |            |             | 8       | 8      |
| Starts              | 3      | 5      |            |             | 8       | 16     |
| Stand: Karriereende |        |        |            |             |         |        |